# Ăla micu'
Ăla micu' (titlu original: Little Man) este un film american de comedie din 2006. Este produs și regizat de Keenen Ivory Wayans. Rolurile principale au fost interpretate de actorii Kerry Washington, John Witherspoon, Tracy Morgan și Lochlyn Munro. A primit Zmeura de Aur pentru cea mai proastă refacere sau continuare a unui film.

## Distribuție
- Marlon Wayans - Calvin Simms
- Shawn Wayans - Darryl Edwards
- Kerry Washington - Vanessa Edwards
- John Witherspoon - Pops
- Brittany Daniel - Brittany
- Tracy Morgan - Percy
- Lochlyn Munro - Greg
- Chazz Palminteri - Walken
- Molly Shannon - Soccer Mom
- David Alan Grier - Jimmy
- Dave Sheridan - Rosco
- Fred Stoller - Richard
- Alex Borstein - Janet
- Kelly Coffield Park - The Jeweler
- Damien Dante Wayans - Ofițer Wilson
- Rob Schneider - D-Rex (cameo nem.)
- Uriel Garcia - Shaq
- Verne Troyer - dublura lui Calvin (nem.)

## Coloana sonoră
- "My House" de Lloyd Banks și 50 Cent
- "Ridin'" de  Chamillionaire și Krayzie Bone
- "The Message" de Echo & the Bunnymen
- "Movin' on Up" de  Jeff Berry și Ja'net Dubois
- "Celebration" de Robert Kool Bell
- "Home Sweet Home/Bittersweet Symphony" de  Limp Bizkit
- "Lifetime" de Maxwell
- "In This Moment" de Ill Niño
- "Purple Haze" de Maxwell
- "Buddy (D-Rex Theme Song)" de Dwayne Wayans și  Eric Willis
- "Best Friend" de Harry Nilsson
- "Pump It" de  The Black Eyed Peas
- "Happy Birthday to You" de Mildred J. Hill și Patty S. Hill
- "Praise You" de Fatboy Slim
- "Candy Shop" (instrumental) de 50 Cent și Olivia